# Pilau
Pilau (arabe : بيلو) est une île rocheuse située au nord de la Tunisie.

## Localisation
Elle se trouve au nord-ouest du cap Sidi Ali El Mekki et à un mile marin au nord de la côte de Raf Raf. Culminant à 116 mètres, elle présente un sommet conique.

## Étymologie
Pilau vient du maltais pulau qui signifie « île ». Les marins de la région nomment cette île « rocher du Pilau » traduit de l'arabe Haajret El Pilau. Cette île est aussi dénommée K'minnaria qui signifie « sommet en feu » en arabe. On retrouve une appellation proche dans le portulan de Jean d'Uzzano où elle est appelée la Camalera et, avec peu de différence, Gamelera dans la Géographie de Livio Sanuto, qui la
dit bien connue des mariniers.